# Markivka, Ucraina
Markivka (în ucraineană Марківка) este așezarea de tip urban de reședință a raionului Markivka din regiunea Luhansk, Ucraina. În afara localității principale, mai cuprinde și satul Komuna.

## Demografie
Componența lingvistică a așezării de tip urban Markivka
     Ucraineană (93,33%)
     Rusă (6,22%)
     Alte limbi (0,12%)
Conform recensământului din 2001, majoritatea populației așezării de tip urban Markivka era vorbitoare de ucraineană (93,33%), existând în minoritate și vorbitori de rusă (6,22%).